# Tunnel de la Duchère
Le tunnel de la Duchère est un tunnel routier emprunté par la partie nord du boulevard périphérique de Lyon, situé entre l'échangeur du Valvert Écully et le quartier de Vaise dans le 9e arrondissement de Lyon, passant sous le quartier de la Duchère.

## Situation
Situé entre les portes du Valvert et de Vaise, le tunnel permet de relier l'autoroute A6 au tunnel de Rochecardon qui mène au boulevard périphérique Est en passant par le tunnel de Caluire. Le tunnel de la Duchère se situe entre l'échangeur du Valvert (autoroute A6 à l'Est) et le tunnel de Rochecardon (Ouest).
L'ensemble du tronçon nord entre les portes du Valvert et de Croix-Luizet ouvert en 1997, appartient au Grand Lyon.

## Péage et tarifs
Le tunnel est gratuit, la porte de Vaise est la dernière sortie gratuite avant le péage du Rhône.

## Caractéristiques
Ouvert en 1997, le tunnel est composé de 2 tubes de 2 voies chacun :
- le tube nord, construit ouvert en 1997, a une longueur de 1 092 mètres ;
- le tube sud, construit entre 1997 et 1998, a une longueur de 1 092 mètres.